# Santo Tomás (Atlántico)
Santo Tomás est une municipalité située dans le département d'Atlántico, en Colombie.

## Démographie
Selon les données récoltées par le DANE lors du recensement de la population colombienne en 2005, Santo Tomás compte une population de 23 188 habitants.

## Liste des maires
- 2016 - 2019 : Luis Alberto Escorcia Castro
- 2020 - 2023 : Tomás José Guardiola Sarmiento

## Personnalités liées à la municipalité
- Luis Muriel (1991-) : footballeur né à Santo Tomás.